# Agafia de Rus
Agafia Svyatoslavna o Ágata de Rusia (entre 1190 y 1195 - después del 2 de junio de 1248), conocida también como Agafia de Rus, era miembro de la casa dinástica Rurikid al ser hija de Svyatoslav III, fue princesa de Mazovia y Gran Duquesa de Polonia por su matrimonio con el duque Konrad I.

## Vida
Agafia, del polaco Ágata, era la hija de Svyatoslav III Igorevich y su esposa Yaroslava Rurikovna, una hija del príncipe Rurik Rostislavich de Belgorod. Sus abuelos paternos fueron el príncipe Igor el Valiente y Yaroslavna (también llamada Eufrosina) de Halych. Sus abuelos maternos fueron Rurik Rostislavich , Gran Príncipe de Kiev y Anna de Turov.
Según varias fechas entre 1207 y 1210, Agafia llegó a Polonia para casarse con Conrado I de Mazovia. El matrimonio fue por razones políticas, ya que su padre se había convertido en aliado de Leszek I el Blanco y quería mejorar las relaciones con la nobleza polaca, las aspiraciones pronto se vieron coronadas por el éxito y en 1227 la pareja principesca conoció a Herman Balk en su corte. Agafia y Konrad estuvieron casados durante al menos treinta años.
Agafia apoyó mucho la realización del proyecto de la Orden Teutónica. Estos esfuerzos tuvieron éxito y en 1227 la pareja fue recibida por Herman Balka, quien trajo a los primeros caballeros. En 1239 hubo un crimen que involucró a la familia de Agafia. Todo comenzó cuando el hijo de Agafia, Casimir, se casó con la hija de Enrique el Piadoso, Constanza. John Heron, que había sido bueno con la familia y había educado a los hijos de Agafia y Konrad, había mostrado desobediencia hacia Casimir después de su matrimonio con Constance, John probablemente también desaprobaba el gobierno de Konrad en Plock. Juan fue declarado culpable y condenado a muerte. Fue torturado y luego tuvo un ahorcamiento público. Jan Długosz escribió: "Y cuando murió, su cuerpo fue retirado de la horca y varios hermanos de un dominico se lo llevaron para enterrarlo. Dado que Agafia estuvo involucrada en la condena, ahora se la considera tan sedienta de sangre que se la conoce como la segunda Jezabel. John no fue enterrado, Agafia y Konrad lo hicieron colgar en la Catedral de Plock. También se dijo que la pareja fue maldecida por el arzobispo de Gniezno .
La noticia del asesinato se extendió rápidamente por todo el país. El arzobispo Pelka lanzó una maldición sobre Conrad y Agafia y puso un interdicto sobre Masovia. Las campanas de la iglesia enmudecieron sobre Mazovia y los ciudadanos no fueron a celebrar misa ; tampoco hubo funerales ni bodas. Conrad ahora se estaba quedando sin amigos y había perdido la fe de sus súbditos. Conrad fue a la catedral de Lowicz Gniezno y obtuvo el perdón para él y Agafia.

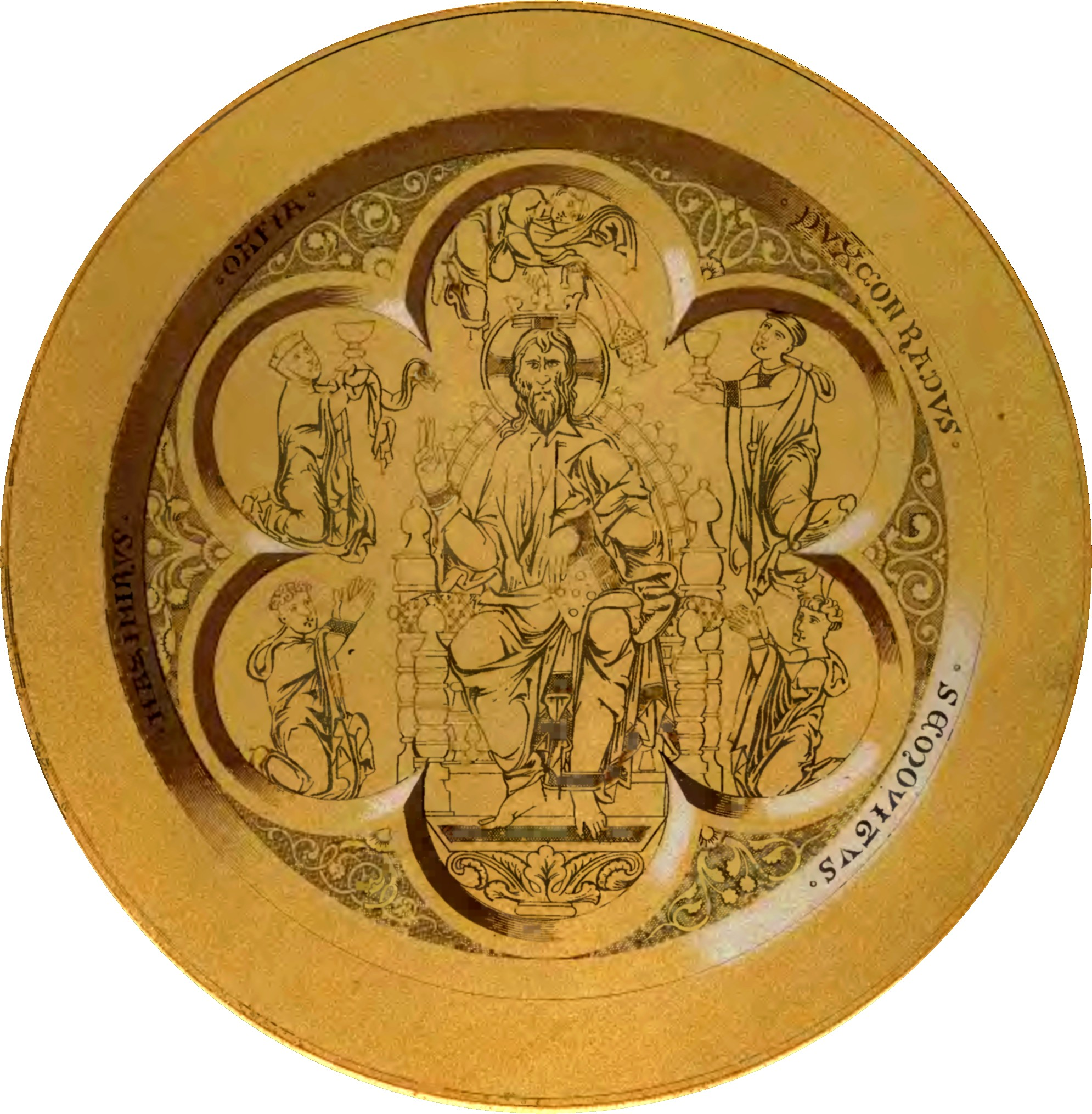
Cáliz y patena de Konrad de Mazovia. Agafia está en la parte superior izquierda.

Hay una placa que se muestra en Plock, que tiene a Agafia, su esposo y sus dos hijos mayores.
Se desconoce la fecha exacta de la muerte de Agafia. Se sabe que sobrevivió a Konrad, quien murió el 31 de agosto de 1247.
Se cree que Agafia fue enterrada en la Catedral de Plock .

## Descendencia
Agafia y Konrad tuvieron 10 hijos:
1. Boleslao I de Mazovia (c. 1210-17 de abril de 1248), duque de Mazovia (1247-1248)
2. Casimiro I de Kuyavia (nacido entre 1210 y 1213 - fallecido el 14 de diciembre de 1267) Príncipe de Kuyavia (1247-1267)
3. Siemowit I de Mazovia (c. 1213–24 de junio de 1262), sucedió al hermano mayor como duque de Mazovia (1248–1262)
4. Eudoxia (1215-1240): esposa del conde Breny I de Wettin
5. Ludmila (nacida antes de 1225)
6. Ziemomysł (nacido entre 1216 y el 4 de julio de 1228 murió entre el 10 de julio y el 18 de septiembre de 1241)
7. Salomea (nacida entre 1220 y 1225 fallecida después del 30 de agosto de 1268), monja
8. Judith (nacida entre 1222 y 1227 fallecida el 4 de diciembre entre 1257 y 1263) – casada en primer lugar con Mieszko II el Gordo . En segundo lugar a Enrique III el Blanco
9. Dubrawka (c. 1230-1265)
10. Mieszko (n. 1235), murió en la infancia.